# Derkum
Derkum ist ein Ortsteil im Süden der Gemeinde Weilerswist im Kreis Euskirchen, Nordrhein-Westfalen und bildet gemeinsam mit Hausweiler, Ottenheim und Schneppenheim die statistische Ortschaft Hausweiler-Derkum rund 1.700 Einwohnern. Westlich des Ortes fließt die Erft.

## Geschichte
Derkum, dessen Name sich von Dedichheim ableitet, entstand spätestens im 6. oder 7. Jahrhundert als fränkische Siedlung.
Bei der Schaffung einer neuen Verwaltung 1798/1800 unter französischer Herrschaft gehörte Derkum zur Mairie Lommersum im Kanton Lechenich. 
Am 1. Juli 1969 kam Derkum zur neu entstandenen Gemeinde Weilerswist.

## Verkehr

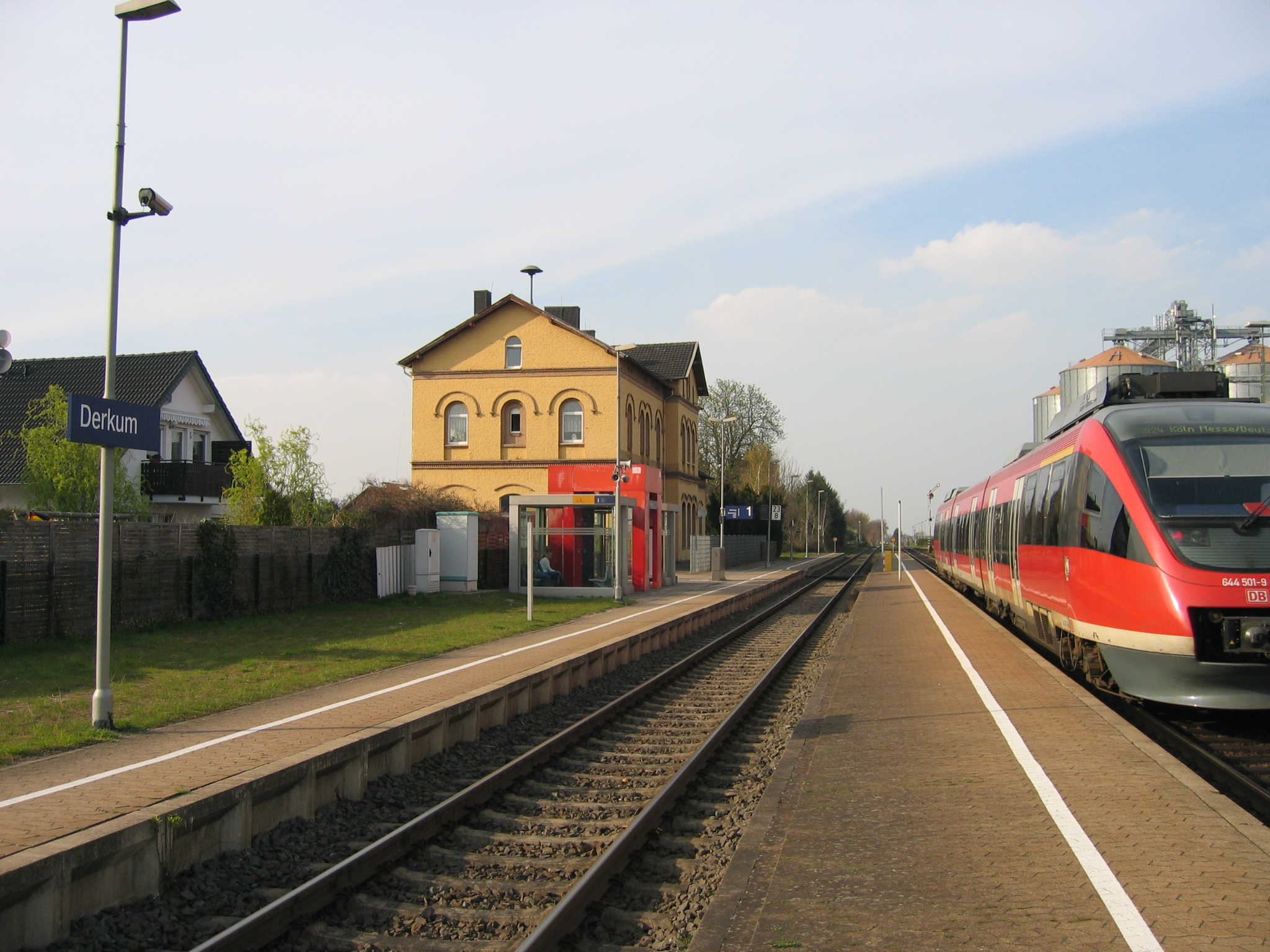
Haltepunkt Weilerswist-Derkum

Derkum liegt zwischen Weilerswist und Euskirchen an der L 194, einer 1824 bis 1830 gebauten Bezirks- oder Provinzialstraße von Köln über Brühl und Euskirchen nach Trier, die bis in die 1990er-Jahre ein Teil der B 51 war. Im Süden führt die L 181 in Richtung Westen über Lommersum nach Erftstadt-Niederberg und die L 210 in östlicher Richtung nach Swisttal-Straßfeld. 
Derkum hat im Ortsteil Ottenheim den Haltepunkt Weilerswist-Derkum an der Eifelstrecke von Köln über Euskirchen nach Trier. Bei der Eröffnung der Bahnstrecke 1871 gab es noch keinen Ort Ottenheim, sondern nur ein gleichnamiges Gut. Der Bahnhof Derkum wird nur von der RB24 (Eifel-Bahn) täglich stündlich bedient.
| Linie | Verlauf | Takt                                               |
| ----- | --- | -------------------------------------------------- |
| RB 24 | Eifel-Bahn: Köln Messe/Deutz – Köln Hbf – Köln West – Köln Süd – Hürth-Kalscheuren – Brühl-Kierberg – Erftstadt – Weilerswist – Weilerswist-Derkum – Euskirchen-Großbüllesheim – Euskirchen – Satzvey – Mechernich – Scheven – Kall (– Urft (Steinfeld) – Nettersheim – Blankenheim (Wald) – Schmidtheim – Dahlem (Eifel) – Jünkerath – Lissendorf – Oberbettingen-Hillesheim – Gerolstein) Stand: 16. Juni 2025 | 60 min (Köln–Kall) einzelne Züge (Kall–Gerolstein) |

Die VRS-Buslinien 869 und 985 der RVK verbinden den Ort mit Weilerswist, Euskirchen und Brühl.
| Linie | Betreiber | Verlauf |
| ----- | --------- | --- |
| 869   | RVK       | Euskirchen Bf – Kessenich – Bodenheim – Lommersum – Derkum Bf                                                        |
| 985   | RVK       | Euskirchen Bf – Wüschheim – Ottenheim – Derkum – Hausweiler – Großvernich – Weilerswist Bf – Brühl Mitte (Stadtbahn) |